# Phrynichus phipsoni
Phrynichus phipsoni är en spindeldjursart som beskrevs av Pocock 1894. Phrynichus phipsoni ingår i släktet Phrynichus och familjen Phrynichidae. Inga underarter finns listade i Catalogue of Life.